# Hobo with a Shotgun
Hobo with a Shotgun (Luffare med ett Pumphagelgevär) är en kanadensisk exploitation-film regisserad av Jason Eisener baserad på sin fake-trailer från Grindhouse. Rutger Hauer spelar en vagabond som samlar på sig pengar för att köpa en motoriserad gräsklippare för att börja ett nytt liv som trädgårdsmästare. Efter att ha bevittnat ett rån så köper han istället ett pumphagelgevär och börjar mörda diverse brottslingar.

## Handling
En luffare beväpnad med ett skjutvapen går bärsärkagång bland våldtäktsmän, gangstrar och pedofila jultomtar. Hans fiender är Drake och hans psykopatiska söner Slick och Ivan.

## Rollista
| Rutger Hauer             | – Luffaren              |
| Molly Dunsworth          | – Abby                  |
| Brian Downey             | – Drake                 |
| Gregory Smith            | – Slick                 |
| Nick Bateman             | – Ivan                  |
| Peter Simas              | – Grinder               |
| Drew O'Hara              | – Otis                  |
| Robb Wells               | – Logan                 |
| Jeremy Akerman           | – Korrumperad Polichef  |
| David Blunt              | – Korrumperad Snut      |
| Scott Vrooman            | – Okorrumperad Snut     |
| Pasha Ebrahimi           | – Filmfotografen        |
| Glen Matthews            | – Gängledare            |
| Brian Jamieson           | – Pedofiljultomte       |
| Agnes M. Laan            | – Prostituerad          |
| Duane Patterson          | – Hallick               |
| Zach Tovey               | – Gängmedlem            |
| Alexander Rosborough     | – Gängmedlem            |
| Mark A. Owen             | – Coke Lord             |
| George Stroumboulopoulos | – Reporter              |
| John Awoods              | – Läkare                |
| Eliese MacKinnon         | – Punkare               |
| Carolyn Thomas           | – Skarpskjutare         |
| Colin David MacDonald    | – Drakes hantlangare    |
| Larry Goldstein          | – Drakes hantlangare    |
| André Haines             | – Enorm man             |
| Timothy Dunn             | – Butiksinnehavare      |
| Lauren Messervey         | – Dansande Prostituerad |
| Keith Daniel Morrison    | – Kämpande Luffare      |

## Musik i filmen
- Run With Us framförd av Lisa Lougheed
- Disco Inferno framförd av The Trammps
- The Naked & The Dead framförd av Andi Sex Gang and Simon Boswell
- Liebesthema framförd av Micheal Holm
- Vanessa Verliebt Sich framförd av Micheal Holm
- Hunters framförd av Powerglove
- Love Can Hurt  framförd av Sha-Na-Na[4]